# (6275) Kiryu
(6275) Kiryu ist ein Asteroid des Hauptgürtels, der am 14. November 1993 vom japanischen Astronomen Takao Kobayashi am Oizumi-Observatorium (IAU-Code 411) in Ōizumi in der Präfektur Gunma entdeckt wurde.
Der Asteroid ist Mitglied der Koronis-Familie, einer Gruppe von Asteroiden, die nach (158) Koronis benannt ist.
Der Himmelskörper wurde am 23. November 1999 nach der japanischen Stadt Kiryū in der Präfektur Gunma auf Honshū, der Hauptinsel von Japan benannt, die für ihre Textilindustrie bekannt ist.